# Afroleptomydas tuliensis
Afroleptomydas tuliensis är en tvåvingeart som beskrevs av Hesse 1969. Afroleptomydas tuliensis ingår i släktet Afroleptomydas och familjen Mydidae.
Artens utbredningsområde är Zimbabwe. Inga underarter finns listade i Catalogue of Life.